# Dennis and Gnasher (1996)
Dennis and Gnasher (Brasil: Pestinha & Feroz ) foi uma série de desenho animado britânico, exibido pela BBC em 2 de abril de 1996 e 7 de maio de 1998. A série foi baseada em personagens da revista britânica The Beano. No Brasil, o desenho fez sua estreia em 1998 pelo programa Festolândia do SBT. Logo depois, foi exibido, entre 1999 e 2002, dentro do Bom Dia e Cia (apresentado na época por Jackeline Petkovic) e também já foi apresentado por um determinado tempo no Sábado Animado. Sua volta na emissora ocorreu em 3 de setembro de 2018, novamente no Bom Dia e Cia (já apresentado por Silvia Abravanel), porém teve uma retransmissão curta, ficando no ar por apenas 3 meses. Depois disso, o desenho nunca mais foi visto na televisão brasileira.
A história se passa em uma pacata cidade de Reino Unido. Pacata pelo menos até aparecer Dennis, um menino de 10 anos de idade cuja marca registrada é estar sempre vestido com uma camisa listrada vermelha e preta que apronta de tudo ao lado de seu cachorro Feroz e seus dois amigos Bolacha e Curly. Seu arqui-rival é Walter, um menino que é o oposto de Dennis e que estão sempre tentando ver quem é o melhor em tudo. Outro inimigo é o Sargento Chinelo, que tenta impedir sem sucesso as armações de Dennis e a sua turma.

## Personagens
- Dennis - um menino que como o nome da série diz, é considerado um pestinha por todos. Embora seja bagunceiro e anarquista, tem um bom coração e ajuda todos quando precisam e algumas vezes consegue até capturar bandidos. Não se assemelha muito a seus pais, que, ao contrário dele são calmos e não gostam de bagunça, mas apesar disso ambos têm um bom relacionamento. Em alguns episódios é revelado que ele tem uma avó, e que possui o mesmo gênio bagunceiro do neto.

- Feroz - um cachorro que tem o rosto pelado e o resto do corpo bem peludo e totalmente preto. Gosta de morder o carteiro e come de tudo. É um cão muito inteligente e que entende tudo o que as pessoas dizem como se fosse gente. Apesar do nome, não é agressivo (a não ser com o carteiro e com pessoas perigosas) e é muito obediente ao dono. É o único da sua espécie a viver na cidade, pois o resto de sua espécie vive em uma ilha e são selvagens.

- Pai do Dennis - jamais teve seu verdadeiro nome revelado, sendo sempre chamado por todos da cidade por Pai do Dennis (mesmo porque a cidade inteira conhece o Dennis e nem todos o conhecem). Ao contrário de seu filho, é um homem calmo e tranquilo e que desaprova o comportamento do filho, mesmo assim possui muita estima por ele.

- Mãe do Dennis - assim como seu marido, sua identidade jamais é revelada. Embora também não aprove as atitudes do filho, ela é uma boa mãe, calma e paciente. Ao contrário do Pai do Dennis, muito raramente se irrita com o filho.

- Bolacha - é um dos melhores amigos de Dennis. É desengonçado e pouco inteligente. Seu verdadeiro nome é Kevin, mas ninguém o chama assim. Está sempre comendo tortas.

- Curly - é o outro melhor amigo de Dennis. É mais inteligente e esperto do que o Cara de Bolacha, mas menos do que Dênis.

- Walter - é o arqui-rival de Dennis. É nerd, medroso e perfeccionista. Sua família é aparentemente rica e ele tenta sempre superar Dennis em tudo. Namora com Matilda e é visto quase todas as vezes com ela. Adora sanduíches de pepino e possui uma cadela chamada Frufru.

- Matilda - é uma menina que também rivaliza com Dennis. Na verdade ele nunca apronta diretamente com ela, mas sim com o Walter, e como Matilda está sempre com ele, acaba se tornando vítima também. Dennis não vai muito com a cara dela, mas o motivo pelo qual ele a detesta é o fato dela namorar com o Walter.

- Coronel - vizinho de Dennis. Um veterano oficial do exército que está sempre vestido com sua roupa de oficial. Aparenta já estar aposentado, mas ainda se sente na ativa a ponto de ter pintado sua casa com as cores do exército. Muitas vezes rivaliza com Dennis pelo fato de ser amante da ordem e disciplina e não gostar das brincadeiras deste e considerá-lo um menino indisciplinado. Para ele, crianças são adultos em tamanho menor. Mesmo assim é um bom homem e chegou até a acolher a família de Dennis quando eles foram expulsos de casa porque o governo pensava ter um poço de petróleo debaixo da casa deles.

- Sargento Chinelo -  um policial atrapalhado que tenta de tudo para impedir que Dennis não apronte mas sempre se dá mal. Sua inimizade com ele não é por motivos pessoais, mas sim pelo seu trabalho que o obriga a zelar pela lei e pela ordem, o que sempre o faz perseguir o Dennis, que não gosta muito de leis. Já chegou a ser demitido, mas o readmitiram após ter conseguido pela primeira (e última) vez deter o Dennis.

## Dublagem
- Dennis - Fábio Lucindo
- Pai - César Leitão
- Mãe - Rosa Maria Baroli
- Curly - Sílvio Giraldi
- Cara de Bolacha - Figueira Júnior
- Walter - Ivo Roberto
- Matilda - Letícia Quinto
- Coronel - Carlos Silveira
- Sargento Chinelo - João Batista
- Avó de Dennis - Neide Pavani
- Personagens secundários: Paulo Cavalcante, Raquel Marinho, José Parisi Júnior, Bruno Rocha, Eleu Salvador, Cláudio Satiro, dentre outros.
- Estúdio - Parisi Vídeo

## Episódios
1. Pavor à Barbearia (Hair Today, Gone Tomorrow)
2. O Dia em que Levaram o Feroz (The Day They Took Gnasher Away)
3. Clubinho de Banho Noturno (Bathnight Club)
4. Dennis ao Mar (Dennis Ahoy!)
5. A Vingança do Robô (Revenge of the Robot)
6. Procurado! (Wanted!)
7. Dennis e o Pé de Feijão (Dennis and the Beanstalk)
8. Objetos Engraçados Não Identificados (Unidentified Funny Object)
9. Agente Especial Dennis (Special Agent Dennis)
10. Dennis e os Adultos (Dennis and the Grown-Ups)
11. O Diário Secreto (The Secret Diary)
12. Guerra Contra o Gorila (Gorilla Warfare)
13. Uma Semana Sem Televisão (The Day TV was Banned)
14. O Concurso (The Competition)
15. Férias de Verão (Summer Holiday)
16. Rápido no Volante (Menace Power)
17. Dennisauros Rex (Dennisaurus Rex)
18. A Babá (Adventures in Dennis Sitting)
19. Casa Mal Assombrada (Haunted House)
20. Poço de Petróleo (Oil Strike!)
21. Mauled
22. O Julgamento (The Trial)
23. Jornada ao Centro da Cama (Journey to the Centre of the Bed)
24. Skull & Crossbones
25. Presos na Neve (Snowbound)
26. Pestinha Monstruoso (Monster Menace)